# Michelena
Michelena é uma cidade venezuelana, capital do município de Michelena.